# Setomima grahami
Setomima grahami är en tvåvingeart som först beskrevs av Tonnoir 1920.  Setomima grahami ingår i släktet Setomima och familjen fjärilsmyggor.
Artens utbredningsområde är Ghana. Inga underarter finns listade i Catalogue of Life.